# Walter Hösterey
Walter Hösterey (Pseudonym Walter Hammer; * 24. Mai 1888 in Elberfeld; † 9. Dezember 1966 in Hamburg) war ein deutscher Verleger und Publizist. Er begründete das Walter-Hammer-Archiv über Flucht und Widerstand.

## Leben

### Herkunft und Jugend
Er war der Sohn des Elberfelder Brezelbäckers Daniel Reinhart Hösterey und von Johanna, geborene Evertz.
Walter hatte zwei ältere Geschwister. Er besuchte die Oberrealschule in Elberfeld und begann 1904 eine Ausbildung zum Verwaltungsangestellten in Solingen.
Wegen einer Lungentuberkulose musste er diese abbrechen.
Seit Oktober 1905 war er im Kurort Davos in der Schweiz, wo er viele kulturelle Eindrücke aufnehmen konnte.

### Erste publizistische Tätigkeiten und Militärdienst
Seit dem Frühjahr 1906 lebte Walter Hösterey wieder in Elberfeld. Dort begann er journalistische Artikel für Zeitschriften zu schreiben. Für sein erstes Buch wählte er das Pseudonym Walter Hammer in Anlehnung an die Schrift Götzen-Dämmerung oder Wie man mit dem Hammer philosophirt von Friedrich Nietzsche.
Er engagierte sich in der reformerischen Bewegung der Freideutschen Jugend. 
1913 nahm er am Ersten Freideutschen Jugendtag auf dem Hohen Meißner teil.
1915 wurde Walter Hösterey zum Militärdienst eingezogen. Seit Ende 1916 war er bei der 236. Infanterie-Division an der Westfront. Die grauenhaften Erlebnisse während dieser Zeit ließen ihn als überzeugten Pazifisten zurückkehren. Seine Eindrücke verarbeitete er in dem kritischen Buch der 236. Infanterie-Division.

### Publizistische und politische Tätigkeiten 1920–1933
1921 gründete Walter Hösterey den Verlag Junge Menschen und danach 1922 den Fackelreiter-Verlag, der wichtige pazifistische und liberale Literatur der Jugendbewegung verlegte. 1922 wurde er auch zum Ehrenvorsitzenden des Friedensbundes der Kriegsteilnehmer ernannt. 1924 war Walter Hösterey Mitbegründer der Republikanischen Partei Deutschlands und kandidierte für sie für den Reichstag. 1925 wurde er Mitglied im Reichsausschuss des Reichsbanners und
1928 im Reichsausschuss des Republikanischen Reichsbundes.
1932 war Walter Hösterey einer der Unterzeichner des Dringenden Appells für eine Einheitsfront der Arbeiterparteien gegen den Nationalsozialismus.
1933 kam er kurzzeitig in „Schutzhaft“. Danach setzte er seine Publikationen unter einem Tarnnamen fort.

### Flucht und Inhaftierung 1934–1945
Ende 1933 floh Walter Hösterey nach Amsterdam. 1934 war er als ein deutscher Vertreter bei der Weltfriedenskonferenz in Locarno in der Schweiz, mit Ludwig Quidde. Ende 1934 floh er nach Dänemark. Am 31. Juli 1938 wurde er in Deutschland ausgebürgert.
1940 wurde Walter Hösterey während eines Fluchtversuches nach Schweden durch die dänische Polizei verhaftet und an die Gestapo ausgeliefert. Es folgte seine Einlieferung in das KZ Sachsenhausen. Am 29. Oktober 1942 erhielt er eine Verurteilung zu fünf Jahren Zuchthaus, bis zum April 1945 blieb er im Zuchthaus Brandenburg in Haft.

### Archivarbeit 1945–1966
Danach begann Walter Hösterey mit der Bergung von Akten und erteilte Auskünfte an Angehörige ehemaliger KZ-Häftlinge. 1948 wurde er Leiter des Forschungsinstitutes Brandenburg (Landesarchiv Potsdam) und begann mit dem Aufbau eines Museums mit angeschlossenem Archiv und einer Gedenkstätte. 1950 schloss die SED seine Arbeitsstelle.
Danach zog er nach Hamburg. Dort baute er das Walter-Hammer-Archiv über Widerstand und Verfolgung auf. Er war außerdem Gründer und Leiter des Arbeitskreises Deutscher Widerstand.

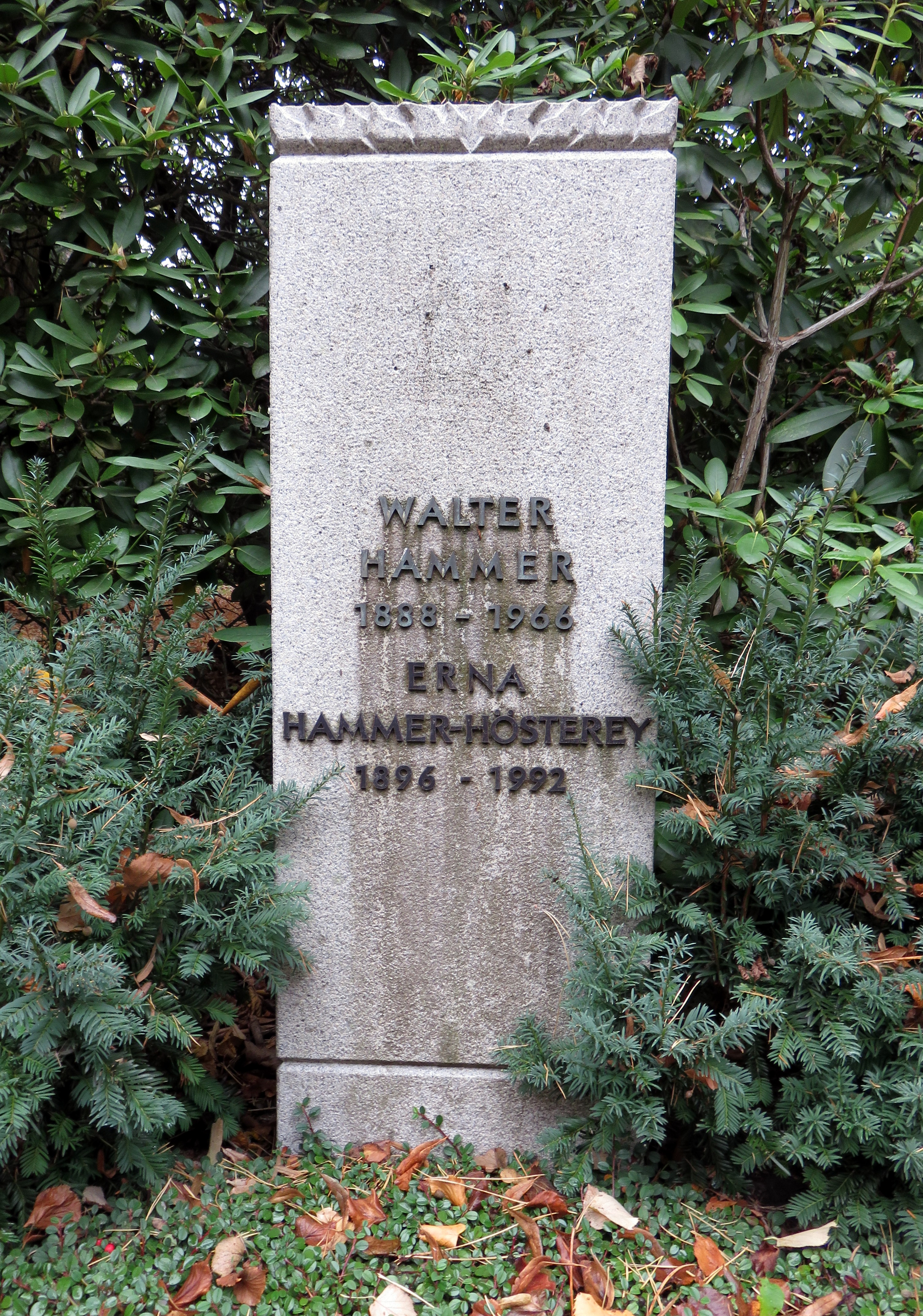
Grab Walter Hammer auf dem Friedhof Ohlsdorf

Walter Hammer starb 1966 im Alter von 78 Jahren. Seine letzte Ruhestätte befindet sich auf dem Friedhof Ohlsdorf in Hamburg bei Planquadrat Q 18 und südlich von Kapelle 2 sowie nördlich der Cordesallee. Neben ihm ruht seine 1992 verstorbene Ehefrau Erna Hammer-Hösterey.

## Publikationen (Auswahl)

### Autor
Walter Hammer veröffentlichte zahlreiche Schriften und Artikel. Einige wurden 1933 öffentlich verbrannt.
- Nietzsche als Erzieher. Verlag Hugo Vollrath, Leipzig 1914.
- Dokumente des Vegetarismus. 2 Bände. Verlag Hugo Vollrath, Leipzig 1914.
- Das Buch der 236. I(nfanterie) D(ivision). Elberfeld 1919.
- Mußte das sein? – Vom Leidensweg der aus Dänemark ausgelieferten deutschen Emigranten. Brandenburg 1948.
- Theodor Haubach zum Gedächtnis. Frankfurt am Main 1955, DNB 455037892.
- Hohes Haus in Henkers Hand', Rückschau auf die Hitlerzeit, auf Leidensweg und Opferung deutscher Parlamentarier. Frankfurt am Main 1956, DNB 451791592.

### Herausgeber
Walter Hammer gab in seinem Verlag drei Zeitschriften heraus.
- Der Fackelreiter, pazifistische Zeitschrift
- Junge Menschen, 1920–1927, wichtige Zeitschrift der liberalen Jugendbewegung
- Junge Republik, für republikanische Jugend

## Walter-Hammer-Archiv
Walter Hösterey baute in Hamburg das Walter-Hammer-Archiv über Widerstand und Verfolgung auf.
Dieses wurde nach seinem Tod 1966 an das Institut für Zeitgeschichte in München übergeben. Es wurde dort im Jahr 2012 retrodigitalisiert und ist heute online zugänglich.

## Ehrungen
Walter Hösterey erhielt 1953 das Bundesverdienstkreuz und 1964 das Große Bundesverdienstkreuz.
Der Walter-Hammer-Weg in Hamburg-Lohbrügge im Naturschutzgebiet Boberger Niederung wurde 1988 als Wanderweg nach ihm benannt.